# 9468 Брюер
9468 Брюер (9468 Brewer) — астероїд головного поясу, відкритий 1 червня 1998 року.
Тіссеранів параметр щодо Юпітера — 3,544.